# Vai que Cola
Vai Que Cola é uma série de comédia brasileira que começou a ser exibida pelo Multishow em 8 de julho de 2013. Criada por Leandro Soares e dirigida por João Fonseca e Regis Faria, o programa combina elementos do teatro e da televisão de uma forma unificada. Ao contrário das sitcoms americanas, Vai Que Cola envolve interação com a plateia e os atores têm liberdade para improvisar, dando a sensação de ser ao vivo, mesmo que seja gravado. Esse estilo de atuação inovador tem suas raízes no programa de TV Sai de Baixo e também foi utilizado em Toma Lá, Dá Cá, ambos conhecidos pela atuação de Miguel Falabella, que também foi roteirista de ambos os programas.
A série apresenta um humor popular e conta com a presença de uma plateia ao vivo no estúdio. É classificada como "não recomendada para menores de 12 anos".
No elenco, Marcus Majella, Samantha Schmütz, Cacau Protásio e Catarina Abdalla protagonizam o seriado desde a primeira temporada. Paulo Gustavo protagonizou o programa nas quatro primeiras temporadas, retornando para participações nas seguintes. Emiliano D'Avila e Fiorella Mattheis foram protagonistas da primeira até a sétima temporada (exceto à quarta para Emiliano e a sétima para Fiorella). Na oitava temporada ambos não estão escalados no elenco. Fiorella foi a única que teve uma despedida do programa. Na oitava temporada Ricardo Tozzi e Maurício Manfrini entraram para o elenco principal.
Em 4 de maio de 2021, o ator Paulo Gustavo, que protagonizou a série durante quatro anos, faleceu vítima de COVID-19. Um de seus últimos trabalhos na televisão foi uma participação no primeiro episódio da oitava temporada, já durante a pandemia. "A nona temporada do Vai que Cola teve uma justa e merecida homenagem a Paulo Gustavo e ao personagem interpretado por ele, Valdo. O momento especial foi ao ar em 30 de outubro de 2021, propositadamente, e como forma de tributo, na data do seu nascimento.

## Produção
A primeira temporada foi exibida do dia 8 de julho de 2013 até 30 de agosto de 2013, sendo confirmada a segunda temporada em 2014 e a terceira em 2015. Gravado semanalmente no Rio Centro - Pavilhão 1, é a atração de maior audiência da TV paga nos últimos 10 anos; foram 11 milhões de espectadores em seus primeiros 20 episódios. A segunda temporada da sitcom foi confirmada pelo canal de TV por assinatura Multishow ainda em 2013, indo ao ar a partir de 1º de setembro de 2014 com a integração de Júlia Rabello ao elenco principal, após participações especiais na primeira temporada, além da entrada de Tatá Werneck e Marcelo Médici.
A terceira temporada da série foi confirmada pelo Multishow junto ao elenco (com exceção de Rabello que teve sua personagem considerada fraca). As leituras iniciaram em janeiro de 2015 e a série estreou dia 19 de outubro do mesmo ano, com um episódio zero (pré-estréia). Nesta temporada, Luis Lobianco entra na série como o carteiro Reginel, Aline Riscado como a personagem Susan e Paulinho Serra como o personagem Zélio. A quarta temporada da série foi confirmada pelo Multishow junto ao elenco. Os atores Marcelo Médici, Fernando Caruso e Emiliano D'Avila não estarão na temporada devido a compromissos pessoais. Rafael Infante entra na série como Éricsson, fazendo par com Samantha Schmütz. Marco Luque participou desta temporada como Pasquale, que concorrerá com as quentinhas da Dona Jô após abrir uma pizzaria no Méier. Ele encará ainda Mustafary, personagem que faz sucesso nas redes sociais. Letícia Lima também entra no elenco como a personagem Gabi do Lins assim como Oscar Magrini como Brito. A grande mudança da 4ª temporada para as anteriores, especialmente o primeiro episódio, foi a câmera fechada, sem mostrar a plateia e risadas; porém, no último minuto do episódio, a câmera abriu e mostrou a plateia e todo o teatro, enquanto o personagem "Ferdinando" encerrava com sua performance habitual. Os episódios seguintes seguem o modelo das temporadas anteriores. A quinta temporada da série foi confirmada pelo Multishow, junto ao elenco (com a volta de Emiliano e Médici, a entrada do youtuber mirim Isaac Guedes e saída de Gustavo que participa do primeiro episódio como convidado especial fazendo sua despedida e partindo para A Vila), antes mesmo da estreia da quarta temporada. As gravações começaram no primeiro semestre de 2017. Segundo o jornal Folha de S.Paulo, a decisão do Multishow se deve ao sucesso dos três primeiros anos da sitcom, que é a responsável pela maior audiência do canal.
Com 40 episódios, a sexta temporada de "Vai Que Cola" estreia no dia 13 de agosto de 2018, com exibição de segunda a sexta, às 22h30, no Multishow com a adição de Alexandre Porpetone ao elenco e a saída de Tatá, Luque, Magrini (que participaram da quinta como convidados especiais em alguns episódios) e Silvio ( o único que retorna na próxima temporada) que se dedicarão a outros projetos. A sétima temporada é confirmada em 18 de janeiro de 2019. Serão 40 episódios gravados em Miami com cenas gravadas no aeroporto da cidade e em estúdio. A nova temporada estreia em 7 de outubro com a saída de Letícia que estará envolvida nas gravações de Amor de Mãe.
Com 40 episódios, a 8° temporada de Vai que Cola começou a ser gravada em agosto. Paulo Gustavo continuará participando com seus personagens de alguns episódios. Emiliano D'Avila não participou da temporada após não chegar a um acordo financeiro com o Multishow. Após 7 anos, o ator deixou o programa (ele fez participações menores como convidado especial na quarta temporada). Ricardo Tozzi entrou para o elenco fixo do programa em uma papel similar ao de Emiliano. Essa também foi a primeira temporada sem Fiorella que gravou sua despedida nos dois primeiros episódios da sétima temporada. Já Pedroca Monteiro deve retornar ao programa após participar da sétima temporada ao contrário de Grace Gianoukas que não conseguiu conciliar as gravações de Salve-se Quem Puder com as do seriado. O resto de elenco se mantém. Com a pandemia de COVID-19, medidas de segurança foram tomadas, entre elas: distanciamento entre os atores, equipe reduzida com uso de máscaras, forte esquema de higienização do estúdio, retirada de gravações externas e com plateia além da realização de exames.
Depois de Miami e Leblon, os moradores da pensão da dona Jô, voltam às origens na 9ª temporada do ‘Vai que Cola’ com 40 episódios. E o destino da turma, claro, não poderia ser outro: o Méier, tradicional bairro da Zona Norte, no Rio de Janeiro, onde tudo começou. O programa traz uma homenagem a Paulo Gustavo, diversas participações especiais, e novidades no elenco fixo. É o caso de Carolzinha, interpretada por Jeniffer Nascimento. Jovem empreendedora e afilhada de Terezinha, Carolzinha sabe o que quer com seus discursos supermodernos e feministas. Já Agnes Yolanda, também conhecida como Yoyô, é a personagem de Nany People no sitcom. Clássica perua que sonha com um Méier mais ‘gourmetizado’, vai formar uma dupla infalível com Ferdinando. Kevinho, um ex-jogador de futebol frustrado, é outro novo morador do Méier. Interpretado por Nando Rodrigues, ele trabalha em uma agência de vigias noturnos.
Na 10ª temporada, a trama começa quando Jéssica é vítima de golpe por parte de um falso príncipe árabe, que pensa que ela é uma influenciadora rica e famosa no Brasil. Ela e seus amigos e familiares viajam para o Oriente Médio antes de descobrirem que tudo não passa de armação. Ninguém esperava é que o príncipe na realidade não passava de um plebeu e que todos caíram num golpe. O plano foi tramado pelo falso sheik Abu-Zélio (Paulinho Serra), ele acreditou que Jéssica era uma influenciadora rica que o salvaria da ruína. Diante disso, a família vai ficar perdida nas areias escaldantes do deserto. O elenco ainda conta com Katiuscia Canoro como Nadja e Raphael Viana como Príncipe Omar, novos personagens.
A 11ª temporada chega com o tema "Família na Sofrência" e será ambientada em Murundinho, fictícia cidade do interior. Ferdinando (Marcus Majella) encontra uma antiga carta de amor escrita para sua mãe por Sid Boiadeiro, um roqueiro famoso dos anos 70/80. Com a suspeita de que o cantor seja seu pai, o concierge vai atrás de sua história em Murundinho e toda a família irá segui-lo, com esperanças de conhecer um grande artista e se hospedar numa mansão. Diogo Vilela dá vida a Sid Boiadeiro. Também conhecido como “Elvis do Agreste”, o roqueiro interrompeu a carreira após uma desilusão amorosa e depois de décadas de sofrência, viverá um romance com Dona Jô (Catarina Abdalla). Chegando em Murundinho, eles descobrem que o cantor torrou todo seu dinheiro em um restaurante, o Sofrência Bar, que está decadente. Dona Jô sugere que eles fiquem na cidade e ajudem Sid Boiadeiro a revitalizar o local. Sidlayne (Katiuscia Canoro), filha do cantor, é contra a intervenção, mas acaba sendo voto vencido e a turma do Méier se muda para Sidland, a mansão do roqueiro. Raphael Viana vive o caubói Lindomar, filho caçula do cantor, por quem Jéssica (Samantha Schmutz) fica apaixonada imediatamente. Paulinho Serra interpreta o Primo Zé Zélio, um esquisitão que é o guia turístico da cidade e Terezinha (Cacau Protásio) acaba virando a Rainha do Gado, conquistando o respeito de todos os moradores do local.
Nos episódios inéditos, na 12ª temporada, Dona Jô deverá escolher quem será o herdeiro da propriedade mais querida do Méier. O filme principal traz os depoimentos dos possíveis herdeiros, numa versão cheia de humor inspirada nas intrigas familiares do documentário Vale o Escrito - A Guerra do Jogo do Bicho, Original Globoplay. Com o tema “Sucessão”, o humorístico volta à pensão do Méier, depois de duas temporadas entre Arábias e Murundinho, para mais confusões e disputas pelo imóvel mais querido do bairro. Conta ainda com uma peça explicativa, que narra a confusão na sucessão da pensão com todos os detalhes das tramas e ligações entre os personagens e seus interesses. Nas redes sociais, estão previstos posts em formato de conversas grampeadas com áudios de conspirações bem atrapalhadas.
Apesar dos elogios do público e seu respectivo sucesso, o programa começou a ser alvo de polêmicas nos bastidores (ver controvérsias) em 2023, levando aos primeiros boatos de cancelamento, que foram desmentidos pela Globo, que anunciou a renovação para a 12ª temporada em 2024. Porém, em 6 de junho de 2025, a Globo, além de anunciar a renovação para a 14ª temporada, com estreia marcada para 2026, também comunicou que esta seria a última da série, avaliando que o formato tem sofrido com o desgaste, além da ausência de piadas humorísticas de grande impacto.

## Exibição
Com o sucesso do seriado na televisão fechada, e após a boa aceitação do programa Lady Night, também do Multishow, na programação da TV Globo, a emissora carioca passou a exibir o humorístico em sua grade desde 21 de dezembro de 2020.
A transmissão começou a partir da sexta temporada, de segunda a sexta após o Jornal da Globo, cobrindo as férias do Conversa com Bial, até 5 de fevereiro de 2021. A sétima temporada estreou em 8 de maio de 2021, mas no horário nobre dos sábados após a novela das nove, cobrindo o espaço deixado pelo Zorra. Não foi exibida nos dias 24 de julho a 7 de agosto, devido a transmissão dos Jogos Olímpicos de Tóquio, 6 de novembro, para dar lugar a um programa especial do Altas Horas em homenagem a cantora Marília Mendonça, morta no dia anterior, e em 20 de novembro de 2021, por conta da exibição do especial Falas Negras. A temporada se encerrou no dia 18 de dezembro.
A oitava temporada foi exibida de 20 de dezembro de 2021 até 1° de fevereiro de 2022, novamente de segunda a sexta após o Jornal da Globo, cobrindo mais uma vez as férias do Conversa com Bial.
Todos os episódios do humorístico estão sendo exibidos pela emissora a partir da primeira temporada desde 30 de maio de 2022, de segunda a sexta no bloco Comédia na Madruga. Simultaneamente, de 10 de julho até 25 de dezembro de 2022, a nona temporada foi exibida nas noites de domingo, após o Fantástico. Não foi exibida no dia 21 de agosto de 2022, por conta da exibição especial do Sai de Baixo, como homenagem póstuma para atriz Cláudia Jimenez, que faleceu no dia anterior. A décima temporada foi exibida desde 30 de abril a 17 de dezembro de 2023, novamente nas noites de domingo após o Fantástico, sendo a última a ser transmitida nessa faixa, já que o programa passaria a ser exibido apenas nas madrugadas de segunda a sexta.
Muitas vezes, o seriado é exibido durante o dia dentro do bloco Comédia na Madruga assumindo o papel de "tapa-buraco" da programação da TV Globo Internacional quando necessário.

## Enredo
Após se meter em uma falcatrua, o malandro Valdomiro Lacerda (Paulo Gustavo) abandona sua vida de luxo no Leblon e vai morar em uma pensão, localizada no bairro do Méier, na cidade do Rio de Janeiro, tentando fugir da Polícia Federal. A dona da pensão, Dona Jô (Catarina Abdala), acaba recebendo-o como hóspede.
Durante o período em que permanece na pensão, Valdomiro tem que lidar com as provocações do zelador (ou melhor, "conciérge") Ferdinando (Marcus Majella), com o assédio da fogosa Terezinha (Cacau Protásio), com as esquisitices do eletricista Wilson (Fernando Caruso) e com as confusões do triângulo amoroso Jéssica (Samantha Schmutz), Máicol (Emiliano D'Ávila) e Lacraia (Silvio Guindane). Para gerar ainda mais confusão, chega à pensão a linda, alta e loira Velna (Fiorella Mattheis), que se passa por gringa e deixa os homens enlouquecidos.

## Elenco

### Personagems principais
| Intérprete         | Personagem                                                                                       | Temporadas | Temporadas | Temporadas | Temporadas | Temporadas | Temporadas | Temporadas | Temporadas | Temporadas | Temporadas | Temporadas | Temporadas |
| Intérprete         | Personagem                                                                                       | 1ª 2013    | 2ª 2014    | 3ª 2015    | 4ª 2016    | 5ª 2017    | 6ª 2018    | 7ª 2019    | 8ª 2020    | 9ª 2021    | 10ª 2022   | 11ª 2023   | 12ª 2024   |
| ------------------ | ------------------------------------------------------------------------------------------------ | ---------- | ---------- | ---------- | ---------- | ---------- | ---------- | ---------- | ---------- | ---------- | ---------- | ---------- | ---------- |
| Paulo Gustavo      | Valdomiro Lacerda                                                                                |            |            |            |            | Part.      | —          | —          | Part.      | —          | —          | —          | —          |
| Paulo Gustavo      | Iraci Lacerda Pinto (Angel)                                                                      | —          | —          | —          | —          | —          | —          |            | —          | —          | —          | —          | —          |
| Marcus Majella     | Ferdinando Beyoncé Ramirez Montenegro Thimberg de Albuquerque Pampec de La Touche Tuane de Bouda |            |            |            |            |            |            |            |            |            |            |            |            |
| Catarina Abdala    | Maria Joana da Anunciação Prazeres (Dona Jô)                                                     |            |            |            |            |            |            |            |            |            |            |            |            |
| Samantha Schmütz   | Jéssica Maria da Anunciação                                                                      |            |            |            |            |            |            |            |            |            |            |            |            |
| Cacau Protásio     | Tereza Sampaio Tiziu (Terezinha)                                                                 |            |            |            |            |            |            |            |            |            |            |            |            |
| Emiliano D'Avila   | Máicol da Silva                                                                                  |            |            |            | Part.      |            |            |            | —          | —          | —          | —          | —          |
| Fiorella Mattheis  | Maria Aparecida de Cascadura (Velna Potocení)                                                    |            |            |            |            |            |            | Part.      | —          | —          | —          | —          | —          |
| Silvio Guindane    | Lacraia Jackson                                                                                  |            | Part.      |            |            |            | —          |            |            |            |            |            |            |
| Fernando Caruso    | Wilson                                                                                           |            |            |            | —          | —          | —          | —          | —          | —          | —          | —          | —          |
| Júlia Rabello      | Jaqueline Fujanssé                                                                               | Part.      |            | —          | —          | —          | —          | —          | —          | —          | —          | —          | —          |
| Marcelo Médici     | Sanderson da Anunciação                                                                          | —          |            |            | —          |            |            |            |            |            |            |            |            |
| Tatá Werneck       | Eloísa                                                                                           | —          |            |            |            |            | —          | —          | —          | —          | —          | —          | —          |
| Luis Lobianco      | Reginél                                                                                          | —          | —          |            |            |            |            |            |            |            |            |            |            |
| Paulinho Serra     | Zélio / Hélio / Celio / Abu-Zelio / Zé Zélio                                                     | —          | —          |            |            |            |            |            |            |            |            |            |            |
| Aline Campos       | Susan Guimarães                                                                                  | —          | —          |            |            |            |            |            | —          | —          | —          | —          | Part.      |
| Oscar Magrini      | Ronaldo Brito (Brito)                                                                            | —          | —          |            |            | Part.      | —          | —          | —          | —          | —          | —          | —          |
| Marco Luque        | Pasquale / Mustafáry / Silas / Gilson                                                            | —          | —          | —          |            |            | —          | —          | —          | —          | —          | —          | —          |
| Rafael Infante     | Éricsson                                                                                         | —          | —          | —          |            |            |            |            | —          | —          | —          | —          | —          |
| Letícia Lima       | Gabi do Lins                                                                                     | —          | —          | —          |            |            |            | —          | —          | —          | —          | —          | —          |
| Isaac Guedes Moura | Valdinho                                                                                         | —          | —          | —          | —          |            |            | —          | —          | —          | —          | —          | —          |
| Pedroca Monteiro   | Alejandro                                                                                        | —          | —          | —          | —          | —          | —          |            |            |            |            |            |            |
| Maurício Manfrini  | Bebeto do Vidigal                                                                                | —          | —          | —          | —          | —          | —          | —          |            |            |            |            |            |
| Ricardo Tozzi      | Thiago Saraiva / Tomás                                                                           | —          | —          | —          | —          | Part.      | —          | —          |            | —          | —          | —          | —          |
| Nando Rodrigues    | Kevinho                                                                                          | —          | —          | —          | —          | —          | —          | —          | —          |            | —          | —          | —          |
| Katiuscia Canoro   | Sheika Nadja                                                                                     | —          | —          | —          | —          | —          | —          | —          | —          | —          |            | —          | —          |
| Katiuscia Canoro   | Sidlayne                                                                                         | —          | —          | —          | —          | —          | —          | —          | —          | —          | —          |            |            |
| Raphael Viana      | Príncipe Omar                                                                                    | —          | —          | —          | —          | —          | —          | —          | —          | —          |            | —          | —          |
| Raphael Viana      | Lindomar                                                                                         | —          | —          | —          | —          | —          | —          | —          | —          | —          | —          |            |            |

### Recorrente
| Ator                | Personagem               | Temporadas | Temporadas | Temporadas | Temporadas | Temporadas | Temporadas | Temporadas | Temporadas | Temporadas | Temporadas | Temporadas | Temporadas |
| Ator                | Personagem               | 1ª 2013    | 2ª 2014    | 3ª 2015    | 4ª 2016    | 5ª 2017    | 6ª 2018    | 7ª 2019    | 8ª 2020    | 9ª 2021    | 10ª 2022   | 11ª 2023   | 12ª 2024   |
| ------------------- | ------------------------ | ---------- | ---------- | ---------- | ---------- | ---------- | ---------- | ---------- | ---------- | ---------- | ---------- | ---------- | ---------- |
| Sérgio Loroza       | Toni Manchette           |            | —          | —          | —          | —          | —          | —          | —          | —          | —          | —          | —          |
| Márcia Cabrita      | Elza                     | Part.      | —          | —          |            | —          | —          | —          | —          | —          | —          | —          | —          |
| Flávia Reis         | Marli / Delegada / Vanda | —          |            | —          | —          | —          | —          | —          | —          | —          | —          | Part.      | Part.      |
| Malu Valle          | Peggy                    | —          | —          |            | —          | —          | —          | —          | —          | —          | —          | —          | —          |
| Tadeu Mello         | Pedro Labareda           | —          | —          |            | —          | —          | —          | —          | —          | —          | —          | —          | —          |
| Bento Ribeiro       | Roninho Bill             | —          | —          |            | —          | —          | —          | —          | —          | —          | —          | —          | —          |
| Alexandre Porpetone | Bruno Surfistão          | —          | —          | —          | —          | —          |            | —          | —          | —          | —          | —          | —          |
| Grace Gianoukas     | Rosa                     | —          | —          | —          | —          | —          | —          |            | —          | —          | —          | —          | —          |
| Rhaisa Batista      | Emily                    | —          | —          | —          | —          | —          | —          |            | —          | —          | —          | —          | —          |
| Alice Borges        | Nivalda                  | —          | —          | —          | —          | —          | —          | —          |            | —          | —          | —          | —          |
| Jeniffer Nascimento | Carolzinha               | —          | —          | —          | —          | —          | —          | —          | —          |            |            | —          | —          |
| Nany People         | Agnes Yolanda            | —          | —          | —          | —          | —          | —          | —          | —          | —          |            |            |            |
| Diogo Vilela        | Sid Boiadeiro            | —          | —          | —          | —          | —          | —          | —          | —          | —          | —          |            | —          |

### Participações especiais
| Atriz / Ator             | Personagem                           | Temporada / Episódio                                       |
| ------------------------ | ------------------------------------ | ---------------------------------------------------------- |
| Naldo Benny              | Ele mesmo                            | 1ª Temp. - Episódio 06                                     |
| Sérgio Mallandro         | Ele mesmo                            | 1ª Temp. - Episódio 08                                     |
| Dani Valente             | Guarda Bela                          | 1ª Temp. - Episódio 10                                     |
| Narcisa Tamborindeguy    | Ela mesma                            | 1ª Temp. - Episódio 12                                     |
| Tonico Pereira           | Sebastião                            | 1ª Temp. - Episódio 14                                     |
| Hélio de la Peña         | Aramis Von Trotta                    | 1ª Temp. - Episódio 21                                     |
| Ivete Sangalo            | Ivonete Salgado                      | 1ª Temp. - Episódio 32                                     |
| Péricles                 | Ele mesmo                            | 1ª Temp. - Episódio 23 9ª Temp. - Episódio 11              |
| Antônio Rogério Nogueira | Eles mesmos                          | 1ª Temp. - Episódio 25                                     |
| Rogério Minotouro        | Eles mesmos                          | 1ª Temp. - Episódio 25                                     |
| Gizelle Maritan          | Elas mesmas                          | 1ª Temp. - Episódio 26                                     |
| Graciella Carvalho       | Elas mesmas                          | 1ª Temp. - Episódio 26                                     |
| Grazyella Alcantara      | Elas mesmas                          | 1ª Temp. - Episódio 26                                     |
| Eduardo Galvão           | Astolfo Gomide                       | 1ª Temp. - Episódio 28                                     |
| Augusto Madeira          | Armando / Conde Zurique              | 1ª Temp. - Episódio 29                                     |
| Diogo Nogueira           | Ele Mesmo                            | 1ª Temp. - Episódio 33                                     |
| Flávio Canto             | Bóris                                | 1ª Temp. - Episódio 35                                     |
| Gaby Amarantos           | Ela Mesma                            | 1ª Temp. - Episódio 36 4ª Temp. - Episódio 25              |
| Maria Melilo             | Eles mesmos                          | 1ª Temp. - Episódio 37                                     |
| Daniel Rolim             | Eles mesmos                          | 1ª Temp. - Episódio 37                                     |
| Daniele Suzuki           | Charlatananda                        | 1ª Temp. - Episódio 38                                     |
| Duda Ribeiro             | Dorival                              | 1ª Temp. - Episódio 39                                     |
| Compadre Washington      | Ele mesmo                            | 2ª Temp. - Episódio 01                                     |
| Léo Cunha                | Advogado                             | 2ª Temp. - Episódio 01                                     |
| Amanda Oliveira          | Delegada                             | 2ª Temp. - Episódio 01                                     |
| Carlos Neiva             | Policiais                            | 2ª Temp. - Episódio 01                                     |
| Brendo Amaral            | Policiais                            | 2ª Temp. - Episódio 01                                     |
| Luan Santana             | Ele Mesmo                            | 2ª Temp. - Episódio 04                                     |
| Anitta                   | Ela mesma                            | 2ª Temp. - Episódio 08 4ª Temp. - Episódio 31              |
| Joel Santana             | Ele mesmo                            | 2ª Temp. - Episódio 10                                     |
| Marcos Veras             | Padre Eusébio                        | 2ª Temp. - Episódio 14                                     |
| Carol Castro             | Marise                               | 2ª Temp. - Episódio 15                                     |
| Leonardo Miggiorin       | Tucão                                | 2ª Temp. - Episódio 15                                     |
| Thiaguinho               | Ele mesmo                            | 2ª Temp. - Episódio 16                                     |
| Fábio Rabin              | Empresário                           | 2ª Temp. - Episódio 17 e 22                                |
| Bruce Buffer             | Ele mesmo                            | 2ª Temp. - Episódio 19                                     |
| Pathy dos Reis           | Blogueira                            | 2ª Temp. - Episódio 20                                     |
| Fábio Porchat            | Toninho Tubarão                      | 2ª Temp. - Episódios 24 e 39                               |
| Valesca Popozuda         | Valeiévsky                           | 2ª Temp. - Episódio 25                                     |
| Nando Cunha              | Detetive Xavier                      | 2ª Temp. - Episódio 27                                     |
| Paulo Mathias Júnior     | Seu Lindolfo Tigra Sid Clei          | 2ª Temp. - Episódio 30 11ª Temp. - Episódio 33             |
| MC Guimê                 | Ele mesmo                            | 2ª Temp. - Episódio 26 5ª Temp. - Episódio 17              |
| João Côrtes              | Valdisney                            | 2ª Temp. - Episódio 34                                     |
| Gabriel Louchard         | Mágico Roni                          | 2ª Temp. - Episódio 37                                     |
| Gabriel Louchard         | Terapeuta                            | 3ª Temp. - Episódio 12                                     |
| Demian Maia              | Ele mesmo                            | 2ª Temp. - Episódio 40                                     |
| Preta Gil                | Flor de Liz                          | 3ª Temp. - Episódio 15                                     |
| Mr. Catra                | Ele mesmo                            | 3ª Temp. - Episódio 03                                     |
| Gigante Léo              | Junior                               | 3ª Temp. - Episódio 03                                     |
| Gigante Léo              | "Fantasiado de Yoda"                 | 4ª Temp. - Episódio 08                                     |
| Gigante Léo              | Gigante - Pinguim                    | 5ª Temp. - Episódio 30                                     |
| Munhoz & Mariano         | Eles mesmos                          | 3ª Temp. - Episódio 04                                     |
| Adriana Birolli          | Mona                                 | 3ª Temp. - Episódio 05                                     |
| Marcos Oliveira          | Franjola                             | 3ª Temp. - Episódio 08                                     |
| Ludmilla                 | Tiziane Ribeiro / Toinha             | 3ª Temp. - Episódio 17                                     |
| Kadu Moliterno           | Juca                                 | 3ª Temp. - Episódio 19                                     |
| André De Biase           | Duda                                 | 3ª Temp. - Episódio 19                                     |
| Tom Cavalcante           | Mirosvaldo                           | 3ª Temp. - Episódio 20                                     |
| Gustavo Mendes           | Matoso                               | 3ª Temp. - Episódio 24                                     |
| Kelly Key                | Ela mesma                            | 3ª Temp. - Episódio 33 6ª Temp. - Episódio 26              |
| Mumuzinho                | Ele mesmo                            | 3ª Temp. - Episódio 36                                     |
| Buchecha                 | Ele mesmo                            | 3ª Temp. - Episódio 37                                     |
| Wellington Muniz         | Cláudio Jorge                        | 3ª Temp. - Episódio 37                                     |
| Elizer Motta             | Padre Eli                            | 4ª Temp. - Episódio 01                                     |
| Babu Santana             | Sanhaço                              | 4ª Temp. - Episódios 01 e 27                               |
| Lucas Malvacini          | Bombeiro Rômulo                      | 4ª Temp. - Episódios 01 e 20 5ª Temp. Episódio 27          |
| Lucélia Santos           | Ela mesma                            | 4ª Temp. - Episódio 07                                     |
| Zéu Britto               | Juan Pai Painho                      | 4ª Temp. - Episódio 10 6ª Temp. - Episódio 39              |
| Berta Loran              | Adelaide Lacerda                     | 4ª Temp. - Episódio 11 5ª Temp. - Episódio 01              |
| Dream Team do Passinho   | Eles mesmos                          | 4ª Temp. - Episódio 15                                     |
| André Bankoff            | Breno                                | 4ª Temp. - Episódios 16 e 39                               |
| Felipe Roque             | Hércules / Bofe mais lindo do Lins   | 4ª Temp. - Episódio 18                                     |
| Luana Piovani            | Daphne / Maria Auxiliadora Cascadura | 4ª Temp. - Episódio 22                                     |
| Thaeme e Thiago          | Eles mesmos                          | 4ª Temp. - Episódio 24                                     |
| Jesus Luz                | DJ/Policial                          | 4ª Temp. - Episódio 28                                     |
| Aarhon Pinheiro          | Palhaço Roginer Rangel               | 4ª Temp. - Episódio 33 11ª Temp. - Episódio 38             |
| Arthur Aguiar            | Formiga                              | 4ª Temp. - Episódio 38                                     |
| Roberta Rodrigues        | Sandra                               | 5ª Temp. - Episódio 02                                     |
| Marcelo Marrom           | Trinca Ferro                         | 5ª Temp. - Episódio 04                                     |
| Daniela Mercury          | Ela mesma                            | 5ª Temp. - Episódio 08                                     |
| Claudia Gadelha          | Ela mesma                            | 5ª Temp. - Episódio 12                                     |
| Nicole Bahls             | Ela mesma                            | 5ª Temp. - Episódio 16                                     |
| Lexa                     | Ela mesma                            | 5ª Temp. - Episódio 17 6° Temp. - Episódio 18              |
| Thiago Abravanel         | Rogynei                              | 5ª Temp. - Episódio 21                                     |
| Jovane Nunes             | Nelson                               | 5ª Temp. - Episódio 22                                     |
| Scheila Carvalho         | Leila Orvalho                        | 5ª Temp. - Episódio 25                                     |
| Paulo Tiefenthaler       | Beócio Nunes                         | 5ª Temp. - Episódio 28                                     |
| Marcos e Belutti         | Eles mesmos                          | 5ª Temp. - Episódio 32                                     |
| Sidney Magal             | Ele mesmo                            | 5ª Temp. - Episódio 34 11° Temp. - Episódio 36             |
| Viviane Araújo           | Ela mesma                            | 5ª Temp. - Episódio 38                                     |
| Pabllo Vittar            | Ela mesma                            | 5ª Temp. - Episódio 39                                     |
| Gretchen                 | Ela mesma                            | 6° Temp. - Episódio 07                                     |
| Thammy Miranda           | Ele mesmo                            | 6° Temp. - Episódio 07                                     |
| Iza                      | Teriza Sampaio                       | 6° Temp. - Episódio 10                                     |
| Nego do Borel            | Nego da Praia Grande                 | 6° Temp. - Episódio 12                                     |
| Gorete Milagres          | Aurelina                             | 6° Temp. - Episódios 14 e 29                               |
| Édgar Vivar              | Seu Barriga                          | 6° Temp. - Episódio 16                                     |
| Paula Fernandes          | Ela mesma                            | 6° Temp. - Episódio 17                                     |
| Pedro Scooby             | Ele mesmo                            | 6° Temp. - Episódio 18                                     |
| Fafá de Belém            | Gigi do Pará                         | 6° Temp. - Episódio 30                                     |
| Thaynara Og              | Ela mesma                            | 6° Temp. - Episódio 32                                     |
| Hugo Gloss               | Ele mesmo                            | 6° Temp. - Episódio 33                                     |
| Jefferson Schroeder      | Velno                                | 7ª Temp. - Episódio 02                                     |
| Paulo Figueiredo         | Passageiro do avião                  | 7ª Temp. - Episódio 04                                     |
| Claire Digonn            | Passageira do avião                  | 7ª Temp. - Episódio 04                                     |
| Thaís Belchior           | Aeromoça                             | 7ª Temp. - Episódio 04                                     |
| Hugo Bonemer             | Comissário Ruan                      | 7ª Temp. - Episódios 04 e 32 10ª Temp. - Episódios 01 e 26 |
| Érico Brás               | Ru Paula                             | 7ª Temp. - Episódio 08                                     |
| Angélica                 | Ela mesma                            | 7ª Temp. - Episódio 09                                     |
| Vitor Kley               | Ele mesmo                            | 7ª Temp. - Episódio 14                                     |
| Marcus Dioli             | Jorge                                | 7ª Temp. - Episódio 18                                     |
| Rafael Zulu              | Ele mesmo                            | 7ª Temp. - Episódio 21                                     |
| Gracyanne Barbosa        | Ela mesma                            | 7ª Temp. - Episódio 29                                     |
| Marianna Armellini       | Bianca Rasputini                     | 7ª Temp. - Episódio 38                                     |
| Lindsay Paulino          | Rose                                 | 8ª Temp. - Episódio 25                                     |
| Fábio Assunção           | Ele mesmo                            | 8ª Temp. - Episódio 28                                     |
| Gil do Vigor             | Ele mesmo                            | 9ª Temp. - Episódio 07                                     |
| Cissa Guimarães          | Ela mesma                            | 9ª Temp. - Episódio 26                                     |
| Luís Roberto             | Ele mesmo                            | 9ª Temp. - Episódio 28                                     |
| Raphael Viana            | Roberval                             | 9ª Temp. - Episódio 30                                     |
| Jojo Todynho             | Ela mesma                            | 9ª Temp. - Episódio 32                                     |
| Dudu Azevedo             | Lindomar / Ele mesmo                 | 9ª Temp. - Episódio 33                                     |
| Juliette Freire          | Ela mesma                            | 9ª Temp. - Episódio 34                                     |
| Danielle Winits          | Ela mesma                            | 9ª Temp. - Episódio 38                                     |
| Kaysar                   | Jamil                                | 9ª Temp. - Episódio 40                                     |
| Willians Mezzacapa       | Piloto de avião                      | 10ª Temp. - Episódio 01                                    |
| Herton Gratto            | Garçom                               | 10ª Temp. - Episódio 01                                    |
| Miguel Nader             | Agiota do deserto                    | 10ª Temp. - Episódio 02                                    |
| Milton Cunha             | Ele mesmo                            | 10ª Temp. - Episódio 05                                    |
| Maíra Azevedo            | Margareth / Jacinta                  | 10ª Temp. - Episódio 16                                    |
| Nathália Costa           | Maria Flor                           | 10ª Temp. - Episódio 19                                    |
| Samuel Minervino         | Max                                  | 10ª Temp. - Episódio 19                                    |
| Stéfano Agostini         | Zeca                                 | 10ª Temp. - Episódio 19                                    |
| Valentina Bandeira       | Valencia                             | 10ª Temp. - Episódio 29                                    |
| Gkay                     | Ela mesma                            | 10ª Temp. - Episódio 31                                    |
| Fafy Siqueira            | Abdu-Zida                            | 10ª Temp. - Episódio 36                                    |
| Rebecca                  | Ela mesma                            | 10ª Temp. - Episódio 38                                    |
| Domingos de Alcantara    | Lawrance Zarábia (Sugar Chef)        | 10ª Temp. - Episódio 39                                    |
| Gabeu                    | Ele mesmo                            | 11ª Temp. - Episódio 06                                    |
| Claude Troisgros         | Ele mesmo                            | 11ª Temp. - Episódio 14                                    |
| Roberta Miranda          | Ela mesma                            | 11ª Temp. - Episódio 20                                    |
| Felipe Araújo            | Ele mesmo                            | 11ª Temp. - Episódio 23                                    |
| Emanuelle Araújo         | Renata Hits                          | 11ª Temp. - Episódio 28                                    |
| Gabriel do Borel         | Ele mesmo                            | 11ª Temp. - Episódio 34                                    |
| Akin Guindane            | Médico                               | 12ª Temp. - Episódio 01                                    |
| Xuxa                     | Ela mesma                            | 12ª Temp. - Episódio 07                                    |
| André Mattos             | Coronel Sassá                        | 12ª Temp. - Episódio 10                                    |
| Suzy Brasil              | Sheila Brasil                        | 12ª Temp. - Episódio 11                                    |
| Antônio Fragoso          | Produtor gringo                      | 12ª Temp. - Episódio 14                                    |
| Ana Carolina Sawen       | Mãe do bebê                          | 12ª Temp. - Episódio 19                                    |
| Marcelo Serrado          | Marcelo Salgado                      | 12ª Temp. - Episódio 25                                    |
| Bia Guedes               | Mardolinda                           | 12ª Temp. - Episódio 33                                    |
| Pedro Benevides          | Berdinardo                           | 12ª Temp. - Episódio 34                                    |

## Temporadas
| Temporada | Temporada              | Episódios              | Exibição               | Exibição               |
| Temporada | Temporada              | Episódios              | Estreia de temporada   | Final de temporada     |
| --------- | ---------------------- | ---------------------- | ---------------------- | ---------------------- |
|           | 1                      | 40                     | 8 de julho de 2013     | 26 de agosto de 2013   |
|           | 2                      | 40                     | 1 de setembro de 2014  | 24 de outubro de 2014  |
|           | 3                      | 41                     | 19 de outubro de 2015  | 14 de dezembro de 2015 |
|           | 4                      | 40                     | 17 de outubro de 2016  | 12 de dezembro de 2016 |
|           | 5                      | 40                     | 02 de outubro de 2017  | 24 de novembro de 2017 |
|           | 6                      | 40                     | 13 de agosto de 2018   | 05 de outubro de 2018  |
|           | 7                      | 40                     | 07 de outubro de 2019  | 29 de novembro de 2019 |
|           | 8                      | 40                     | 30 de novembro de 2020 | 25 de dezembro de 2020 |
|           | Especial Paulo Gustavo | Especial Paulo Gustavo | 30 de outubro de 2021  | 30 de outubro de 2021  |
|           | 9                      | 40                     | 01 de novembro de 2021 | 24 de dezembro de 2021 |
|           | 10                     | 40                     | 07 de Novembro de 2022 | 30 de Dezembro de 2022 |
|           | 11                     | 40                     | 18 de setembro de 2023 | 10 de novembro de 2023 |
|           | 12                     | 40                     | 23 de setembro de 2024 | 15 de novembro de 2024 |

## Outras mídias

### Filme
Vai Que Cola - O Filme, estreou nos cinemas no dia 1 de outubro de 2015. O roteiro é de Leandro Soares e foi dirigido por César Rodrigues. Além de grande parte do elenco da série, a produção ainda tem participações de Oscar Magrini, Werner Schünemann, Márcio Kieling e Klebber Toledo, entre outros.
Vai que Cola 2 – O Começo foi lançado em 12 de setembro de 2019, o filme conta como as personagens se conheceram antes de morarem juntos na famosa pensão da Dona Jô.

### Spin-offs
- Ferdinando Show, talk show estrelado pelo personagem Ferdinando (Marcus Majella);
- Aí Eu Vi Vantagem, humorístico centrado na personagem Jéssica (Samantha Schmütz).[49]
- Ferdinando.Doc: Por Trás da Diva, curta-metragem baseado na talk show Ferdinando Show

## Controvérsias
Durante uma postagem do dia 7 de agosto de 2023 pelo Facebook, o ex-roteirista da série, André Gabeth, ressaltou que o elenco do programa não estava satisfeito com os roteiros que eram escritos pelo próprio. Após a postagem, um grupo de onze roteiristas, em carta aberta ao público, acusou o elenco do seriado de praticar violência psicológica, expondo algumas humilhações nos bastidores e "ataques de estrelismo" de alguns atores. O ex-redator final da série, Daniel Porto, relatou que o seu trabalho na série o fez desenvolver depressão e síndrome de burnout. Com a repercussão do caso, a atriz Cacau Protásio, que interpreta Terezinha, uma das protagonistas da série, se manifestou em defesa da produção da série, da TV Globo e do Multishow, alegando que o elenco não tem comunicação com os redatores, bem como recebem o roteiro dos episódios, mas sem mencionar o responsável. A TV Globo em uma nota à imprensa anunciou o início das investigações sobre as polêmicas nos bastidores da sitcom após receber uma denúncia que uma das atrizes discutiu com um assistente de direção e em seguida, deu dois tapas em seu rosto.